# Heel-Nederland (staatkunde)

De drie Benelux-landen. In de basisvariant wordt met Heel-Nederland een fusie van deze drie landen bedoeld.

Heel-Nederland is een irredentistisch concept dat streeft om de Lage Landen (Benelux; Nederland, België en Luxemburg) te verenigen tot één staat. In minder voorkomende varianten worden ook de Franse Nederlanden (Nord-Pas-de-Calais) bij de fusie betrokken, alsook aangrenzende delen van Duitsland (bv. Oost-Friesland). In nog andere varianten blijft Luxemburg net buiten de fusie. Er zijn Heel-Nederlanders die ook Zuid-Afrika bij de unie willen betrekken vanwege de afstamming van het Afrikaans en de Afrikaners.
Men streeft een vereniging na in één meertalige unitaire, federale of confederale staat. Deze politieke beweging is te onderscheiden van Groot-Nederland dat enkel de Nederlandstalige gebieden wil verenigen. De naam van deze staat verschilt per organisatie, enkele veel gebruikte namen zijn de (verenigde/herenigde) Nederlanden/Lage Landen en hoofdzakelijk voor 1945 gebruikte men de naam Dietsland.  

## Terminologie
Dit streven noemt men Heelneerlandisme of Heel-Nederlandisme, soms ook de Heel-Nederlandse Gedachte. De termen Bourgondicisme en Bourgondische Gedachte komen ook voor, verwijzend naar het Bourgondische Kreits dat de Lage Landen verenigde in de 16de eeuw. 
In de 20ste eeuw groeide een beweging die louter streeft naar verregaande samenwerking van de bestaande Lage Landse staten. Dit wordt de Beneluxgedachte genoemd en leidde tot de creatie van de Benelux Unie.
In België noemt men zowel Heel-Nederlandisme alsook Groot-Nederlandisme ook wel "Orangisme" maar dit kan verwarrend zijn aangezien deze term in alle Benelux-staten ook kan slaan op de beweging die streeft naar een restauratie van de macht van het koningshuis Oranje-Nassau in hun regio. (Zie Orangisme (Luxemburg), Orangisme (België) en Orangisme (Nederland)

## Geschiedenis
Na het uiteenvallen van Midden-Francië en Lotharingen in de late 10de eeuw waren de Lage Landen grotendeels verenigd onder het hertogdom Neder-Lotharingen. Tussen 1384 en 1482 werden zij opnieuw verenigd in de vorm van een personele unie onder hertogdom Bourgondië als de Bourgondische Nederlanden. Hierna bleven de Lage Landen verenigd maar dan onder Spanje, als de Habsburgse Nederlanden, tot de Nederlandse Opstand.

### Streven naar hereniging

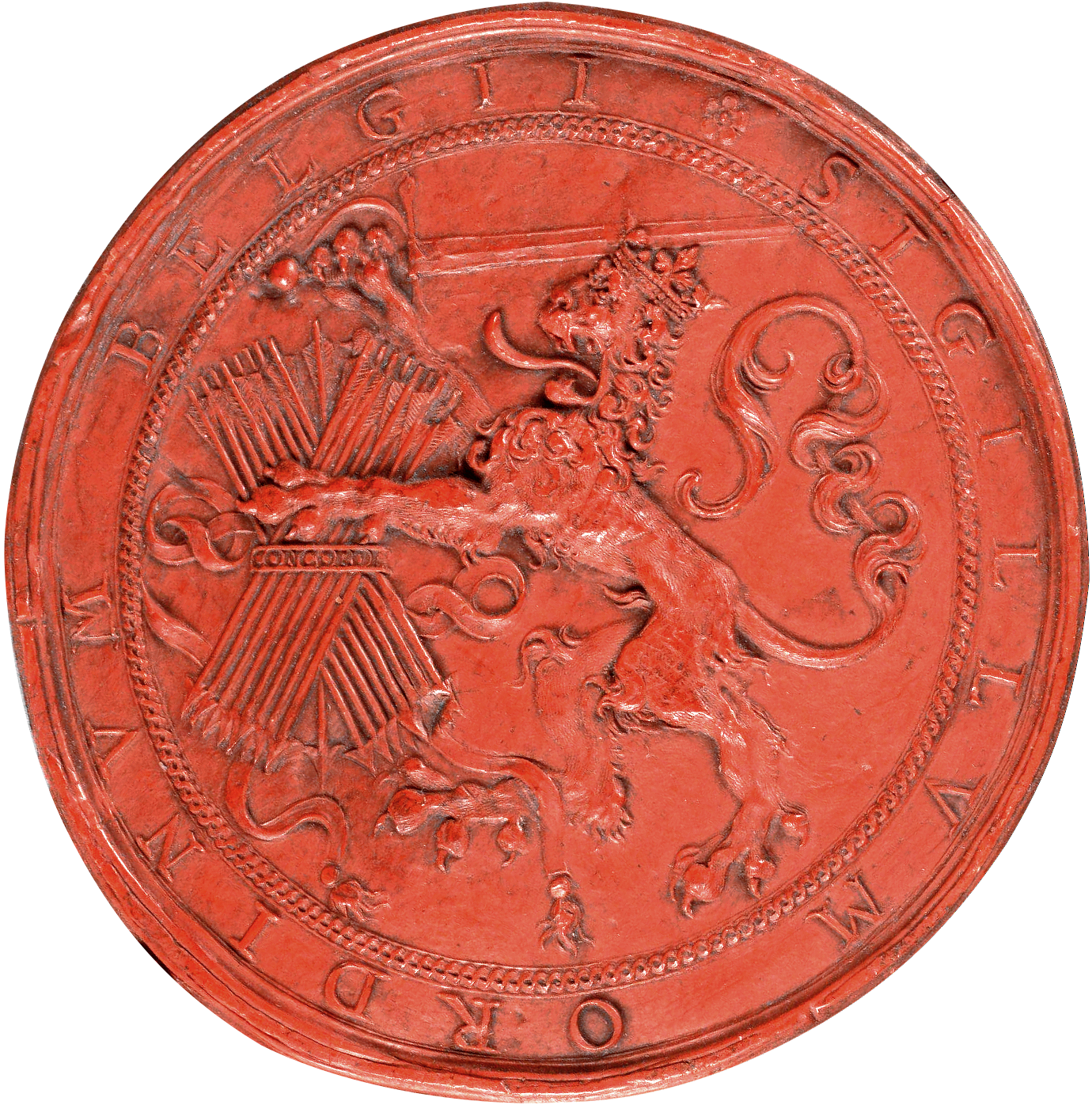
Zegel van de Staten-Generaal der Nederlanden in de 17de eeuw met 17 pijlen voor de Zeventien Provinciën.

Het streven naar een verenigde Lage Landen kent een lange geschiedenis, zo streefden de Nederlandse opstandelingen in het begin van de Tachtigjarige Oorlog naar het bevrijden van alle gewesten (zie Nadere Unie Van Brussel) maar faalde hier in. Dit ideaal om alle Lage Landen te bevrijden leefde nog tot de late 17de eeuw. Na een jarenlange grens tussen noord en zuid kwam de eerste minister van de kortstondige Verenigde Nederlandse Staten (dat ongeveer het huidige België omvatte) Hendrik van der Noot met het voorstel aanhechting te zoeken bij het noorden. Deels hierdoor werden de Lage Landen door Willem I verenigd onder het Verenigd Koninkrijk der Nederlanden, wat feitelijk het territorium omvat waar de Heel-Nederlandse gedachte naar streeft. Koning Willem streefde zelfs ernaar om de Rijn de Duitse grens te maken. Deze staat eindigde al vroeg in 1830, maar liet een orangistische beweging achter die opnieuw aanhechting zocht bij het noorden. Zij organiseerde lokale comités en genoten op gemeentelijk vlak van gering succes.  In de 1860s werd nogmaals een voorstel gedaan van de Belgische kant door de toenmalige eerste minister, deze keer voor een confederatie, maar deze werd verworpen.
Kort na de Belgische onafhankelijkheid was er de progressieve en Vlaamsgezinde Waal Lucien Jottrand die het idee naar voren bracht. In 1857 kende België al Heel-Nederlandse verenigingen, zoals het progressief liberale "Vlamingen Vooruit" die leden telde die een Belgisch-Nederlandse federatie voorstelden zoals, César De Paepe, socialist en medestichter van de Belgische Werkliedenpartij. Het Heel-Nederlandse idee had een belangrijke positie bij het vroeg socialisme in de Lage Landen, want het sloot aan op Proudhons federalisme en het proletarisch internationalisme.
Voor de Eerste Wereldoorlog en tijdens het interbellum kende, vooral België, ook een aantal minder relevante Heel-Nederlandse groepen zoals het Verbond der Lage Landen. In de jaren 1934-1940 was het fascistische Verdinaso van Joris van Severen de grootste propagandist van de Heel-Nederlandse gedachte. Vaak gebruiken (rechtse) Heel-Nederlandse kringen de Prinsenvlag of het Bourgondische Kruis.

### In naoorlogse politiek

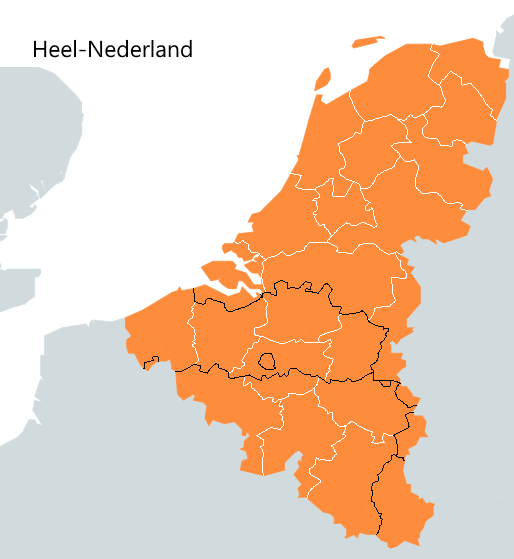
Heel-Nederland, met grenzen van huidige (deel)staten en provincies.

Na WWII kende de Heel-Nederlandse gedachte heel wat minder aanhangers door de associatie met de collaboratie. Toch hadden Heel-Nederlandse geschiedkundigen een belangrijke positie in de creatie van de Benelux economische unie. Pieter Geijl, die eerst streefde naar een Vlaams-Nederlandse hereniging, werd een Heel-Nederlandse historicus en werkte samen met andere Heel-Nederlandse historici aan werken die één verenigde geschiedenis van de Lage Landen beschreven (bv. Nederlandsche Historiebladen en Algemene Geschiedenis der Nederlanden).
Enkele huidige Heel-Nederlandse organisaties zijn Algemeen-Nederlands Verbond (België, Nederland), Baarle Werkgroep (België, Nederland), Werkgemeenschap de Lage Landen (België, Nederland), Zannekin (België, Nederland), Knooppunt Delta (België) en Die Roepstem (Zuid-Afrika, Nederland).
Er zijn geen hedendaagse politieke partijen die streven naar een Heel-Nederland, wel zijn er politici die hier plannen voor hebben. In 2010 pleitte Matthias Storme (N-VA) ervoor dat Vlaanderen deel zou moeten worden van het Koninkrijk der Nederlanden als autonoom land, met zijn zogenaamd 'Plan N', en dat beide Brussel en Wallonië hier ook hun plaats zouden kunnen vinden. Dit kan men dus ook omschrijven als een Heel-Nederlands streven. Ook Karel Anthonissen (ex-voorzitter Agalev) staat achter dit plan, al dan niet met Luxemburg.
Andere gematigde groepen en individuen pleiten vaak voor verder integratie van de Benelux Unie wat eventueel ook zou kunnen leiden tot één 'Heel-Nederlandse' entiteit vaak als voorloper op Europese integratie, een soort Benelux federalisme. Op 25 februari 2013, tijdens de Provinciale herindelingsgesprekken van Rutte II, werd zo een voorstel gedaan door ene dhr. Stevense aan de Staten van Zuid-Holland. Dit werd hierna ook besproken in de vergadering.
Sommige politieke partijen staan ook achter verregaande samenwerking van de Benelux zoals de Nederlandse 50PLUS. Ook de Vlaamse N-VA staat voor verdere Benelux samenwerking en pleit open voor een Benelux-leger.

## Indeling
Europees Heel-Nederland in haar expansieve irredentistische vorm bevat: 17 historisch Nederlandse gewesten, het voormalige Prinsbisdom Luik, 1 moderne Nederlandse provincie (Flevoland) en al dan niet verschillende Duitse grensgebieden.
1. Graafschap Artesië
2. Graafschap Vlaanderen

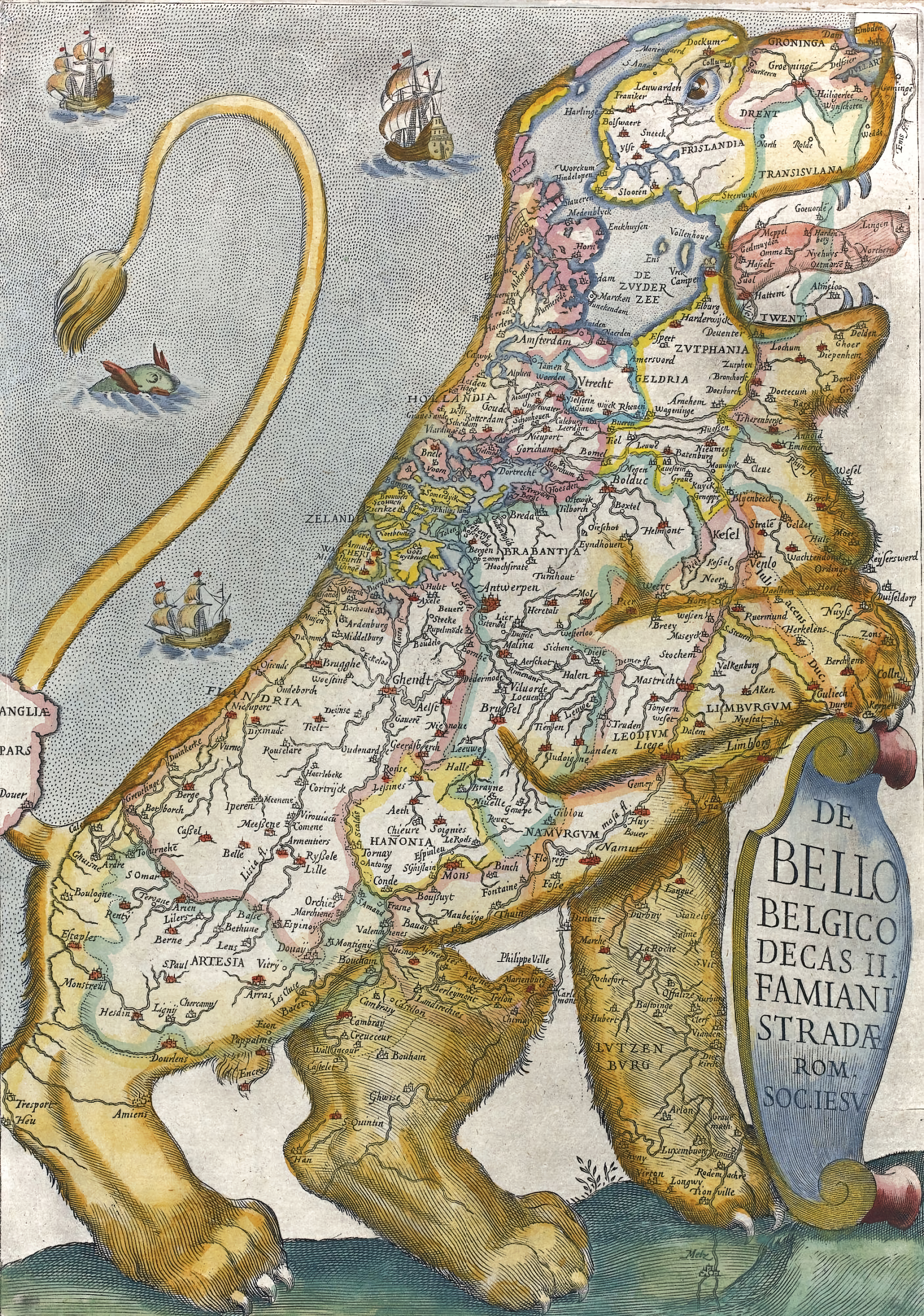
Toen het ideaal leefde om alle Zeventien Provinciën te bevrijden van de Spaanse kroon werden zij vaak voorgesteld als een leeuw, de zogenaamde Leo Belgicus.

3. Rijsels-Vlaanderen (kasselrijen Rijsel, Douai en Orchies)
4. Doornik en het Doornikse
5. Heerlijkheid Mechelen
6. Graafschap Namen
7. Graafschap Henegouwen
8. Graafschap Zeeland
9. Graafschap Holland
10. Hertogdom Brabant (incl. Markgraafschap Antwerpen)
11. Hertogdom Limburg en de Landen van Overmaas
12. Hertogdom Luxemburg
13. Bisdom, Stad en Heerlijkheid Utrecht
14. Vrijheerlijkheid Friesland
15. Hertogdom Gelre (incl. Graafschap Zutphen)
16. Heerlijkheid Groningen
17. Heerlijkheid Overijssel (incl. Drenthe, Lingen, Wedde en Westwoldingerland)
18. Prinsbisdom Luik met het Hertogdom Bouillon en het Graafschap Loon (incl. Graafschap Horn)
19. Provincie Flevoland
20. Duitse grensgebieden die grote Nederlandse invloed hebben ondervonden (b.v. Oost-Friesland en Kleef)

Groot-België · Groot-Nederland · Heel-Nederland · Pangermanisme · Rattachisme

Zie ook: Prinsenvlag · Politiek revisionisme